# Battus ingenuus
Espèce
Battus ingenuus ou Machaon de Dyar est une espèce de lépidoptères (papillons) de la famille des Papilionidae, de la sous-famille des Papilioninae et du genre Battus.

## Dénomination
Battus ingenuus a été décrit par Harrison Gray Dyar en 1907 sous le nom initial de Papilio ingenuus.
Synonymie : Papilio latinus C. & R. Felder, 1861; Papilio belus f. chrysomaculatus Niepelt, 1915.

### Noms vernaculaires
Battus ingenuus se nomme Dyar's Swallowtail en anglais.

## Description
Battus ingenuus est un moyennement grand papillon, d'une envergure qui varie de 83 mm à 90 mm au corps marron et abdomen en partie jaune, au bord externe des ailes antérieures concave et ailes postérieures festonnées. Le dessus est marron à reflets verts, orné aux aies antérieures d'une discrète, incomplète ou même absente ligne submarginale de chevrons jaunes et aux ailes postérieures d'une ligne submarginale de discrets chevrons foncés surmontée d'une large bande jaune.
Le revers est marron plus clair, avec aux ailes antérieures la même ligne submarginale incomplète ou même absente de chevrons jaunes et aux ailes postérieures une ligne marginale de très petits points jaunes surmontée d'une ligne submarginale de chevrons rouges.

## Biologie

### Plantes hôtes
La plante hôte de sa chenille est une Aristoloche, Aristolochia constricta.

## Écologie et distribution
Battus ingenuus est présent dans le sud-est du Mexique, au Nicaragua, à Panama, au Costa Rica, en Colombie, en Équateur, au Venezuela et à Trinité-et-Tobago.

### Biotope
Battus ingenuus réside à faible altitude des deux côtés des Andes.

### Protection
Pas de statut de protection particulier.